# C'mon
C'mon was een Canadese rockband uit Toronto, bekend om zijn explosieve liveshows. De kernleden waren Ian Blurton op gitaar en zang, en Katie Lynn Campbell (voorheen van Nashville Pussy) op bas en zang en met Randy Curnew en later Dean Dallas Bentley op drums.

## Bezetting
- Ian Blurton
- Katie Lynn Campbell
- Randy Curnew
- Dean Dallas Bentley

## Geschiedenis
De band werd in 2003 opgericht door Blurton, Campbell en Curnew en bracht in 2004 het album Midnight is the Answer uit met schrille rockmuziek. C'mon toerde in 2005 door Canada en reisde tot aan Charlottetown. In 2006 toerde de band opnieuw door Canada, waaronder een optreden in Winnipeg. Tegen die tijd had de band vier albums uitgebracht, waaronder In the Heat of the Moment, die airplay ontving op de campus en de gemeenschapsradio. In 2007 trad de band op tijdens het Hillside Festival in Guelph, Ontario. Het album Beyond the Pale Horse uit 2010 verscheen in 2011 in de !Earshot National Top 50 campus en community radio hitlijst. Curnew verliet de band en werd vervangen door Dean Dallas Bentley op drums. C'mon werd in 2011 ontbonden.

## Discografie

### Albums
- 2004: Midnight Is the Answer
- 2005: In the Heat of the Moment
- 2007: Bottled Lightning of an All-Time High
- 2010: Beyond the Pale Horse

### Ep's
- 2004: C'mon
- 2005: Drums Tour
- 2006: Bass Tour
- 2010: The Mountain

### Singles
- 2009: City of Daggers
- 2009: Peaches Bathroom